# China Shipbuilding Industry Corporation
China Shipbuilding Industry Corporation (CSIC, en español: Corporación de la industria de construcción naval de China) era uno de los dos conglomerados de construcción naval más grandes de China, el otro es la China State Shipbuilding Corporation (CSSC). En 2019, el CSIC se fusionó con el CSSC, y la entidad resultante mantuvo el nombre de CSSC.
La CSIC fue fundada por el Gobierno de la República Popular China el 1 de julio de 1999 a partir de empresas escindidas de CSSC y es propiedad al 100% de la Comisión de Administración y Supervisión de Activos Estatales (SASAC) del Consejo de Estado. Con sede en Beijing, el CSIC se ocupaba de las actividades de construcción naval en el norte y el oeste de China, mientras que la China State Shipbuilding Corporation (CSSC) se ocupaba de las del este y el sur del país.
La filial del CSIC, China Shipbuilding Industry Company Limited (CSICL), cotizó en la Bolsa de Shanghái en 2008. Su brazo comercial es China Shipbuilding & Offshore International Co. Ltd (CSOC).
El CSIC desarrolló 10 secciones principales de productos: construcción naval, ingeniería naval, motores diésel, acumuladores, fabricaciones de grandes estructuras de acero, maquinaria portuaria, turbocompresores, maquinaria para tabaco, contadores de gas y sistemas de distribución automatizados.
El principal ámbito de negocio del CSIC incluía la gestión de todos los activos estatales de la corporación y sus filiales, inversiones y financiación nacionales y extranjeras, realización de investigaciones científicas y producción de productos militares, principalmente de buques de guerra, diseño, producción y reparación de armas nacionales. y buques civiles de ultramar, equipos marinos y otros productos no navales, diversas formas de cooperación económica y tecnológica, contratación de proyectos llave en mano en el extranjero, exportación de mano de obra, proyectos de producción con materiales extranjeros, contratación de proyectos de ingeniería, construcción de ingeniería, construcción e instalación de edificios. y otros negocios autorizados.

## Fusión con China State Shipbuilding Corporation
El 26 de noviembre de 2019, el conglomerado de construcción naval se fusionó nuevamente con China State Shipbuilding Corporation para formar la nueva China State Shipbuilding Corporation. La nueva entidad era el mayor constructor naval del mundo con una cuota de mercado del 20% y 110.000 millones de dólares  en activos.  El principal factor detrás de la fusión entre los dos gigantes de la construcción naval fue la corrupción dentro de la estructura del CSIC.